# Valea Mlacii
Valea Mlacii falu Romániában, Erdélyben, Fehér megyében.

## Története
Valea Mlacii korábban Mogosbirlesty része volt, 1956 körül vált külön 184 lakossal.
1966-ban 142, 1977-ben 153, 1992-ben 111 lakosa volt.